# Tymczasowy Rząd Jedności Narodowej

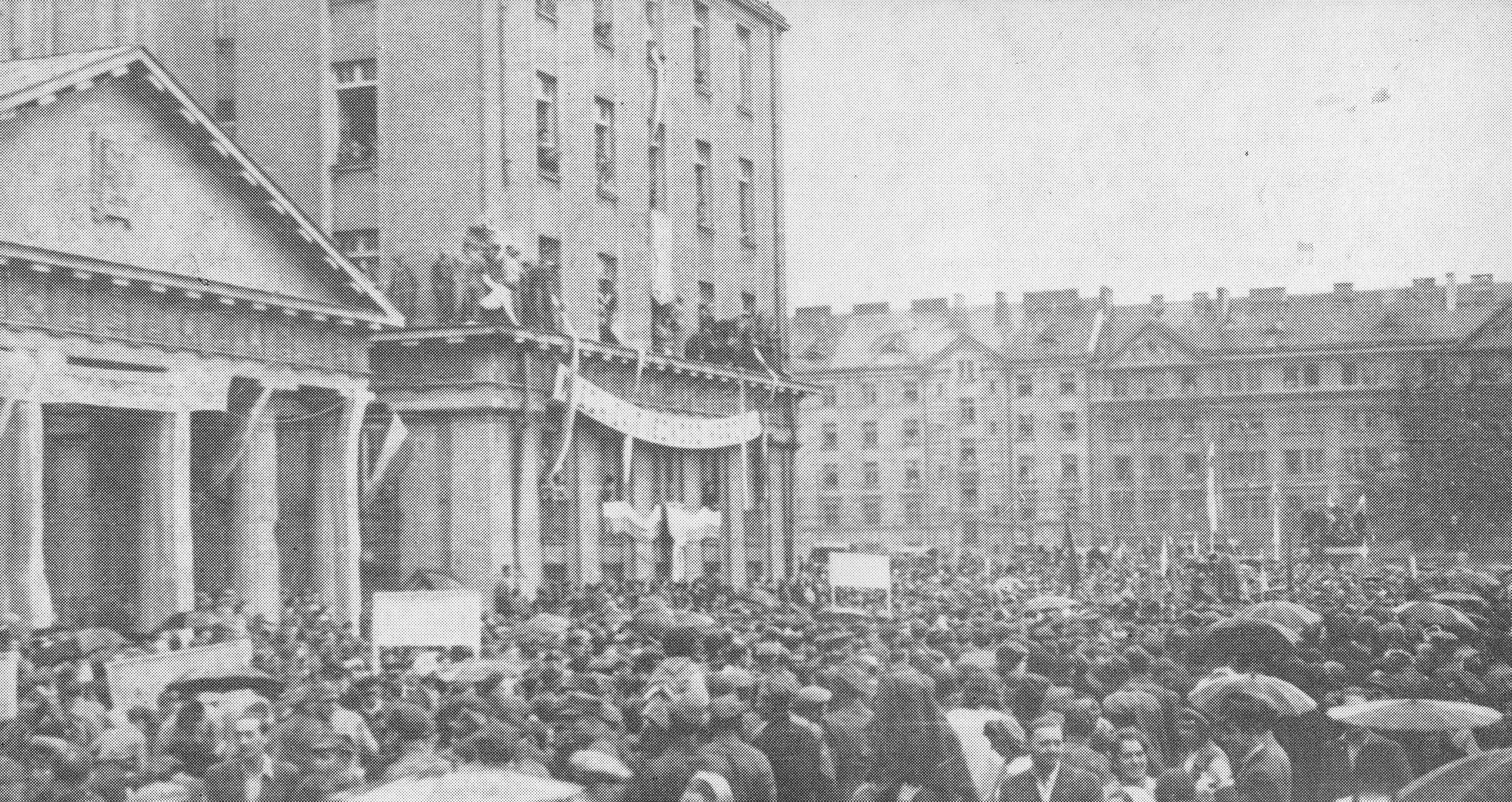
Manifestacja przed gmachem Dyrekcji PKP przy ul. Wileńskiej w Warszawie na cześć Tymczasowego Rządu Jedności Narodowej po powrocie jego członków z Moskwy, 27 czerwca 1945

Tymczasowy Rząd Jedności Narodowej (TRJN) – rząd Rzeczypospolitej Polskiej powołany w Warszawie przez prezydenta Krajowej Rady Narodowej Bolesława Bieruta 28 czerwca 1945 na podstawie porozumienia zawartego na konferencji w Moskwie odbytej w dniach 17–21 czerwca pomiędzy członkami KRN i Rządu Tymczasowego RP a częścią polityków ludowych skupioną wokół byłego premiera na uchodźstwie Stanisława Mikołajczyka i działacza SL „Roch” Władysława Kiernika, a także częścią polityków PPS (jak Zygmunt Żuławski), jak również przedstawicieli środowisk intelektualnych z kraju (jak profesorowie Stanisław Kutrzeba i Adam Krzyżanowski oraz doktor Henryk Kołodziejski). Rząd zgodnie z ustaleniami jałtańskimi powstał na bazie Rządu Tymczasowego RP, prezesem Rady Ministrów (premierem) rządu pozostał Edward Osóbka-Morawski. Zgodnie z ustaleniami konferencji w Moskwie po powstaniu TRJN na stanowiska wiceprezydentów KRN powołani zostali Wincenty Witos i Stanisław Grabski.
Powołanie TRJN było realizacją postanowień jałtańskich przewidujących rekonstrukcję Rządu Tymczasowego RP na szerszej podstawie politycznej oraz spełnieniem poczynionych w maju i czerwcu 1945 uzgodnień dyplomacji ZSRR z dyplomacją USA i Wielkiej Brytanii, zgodnie z którymi akceptujący porozumienia jałtańskie politycy emigracyjni i niereprezentowani dotąd w Rządzie Tymczasowym i KRN politycy krajowi popierający Stanisława Mikołajczyka mieli otrzymać 25% tek ministerialnych, odpowiednią liczbę wiceministrów oraz reprezentację w KRN, administracji państwowej – centralnej i terenowej, dyplomacji i w samorządzie terytorialnym zaś tak zrekonstruowany rząd Polski miał zostać uznany przez mocarstwa zachodnie. Rozwiązanie to i przyjęte proporcje były analogiczne do wcześniejszego porozumienia Josip Broz Tito-Ivan Šubašić, tzn. kompromisu sił proradzieckich i prozachodnich poprzez powołanie wspólnego rządu koalicyjnego w proporcji 75%:25% zawartego pod patronatem mocarstw w marcu 1945 w Jugosławii.
15 czerwca 1945 Rząd RP w Londynie wydał oświadczenie, które głosiło m.in., że w obliczu tych tragicznych realiów tworzenie legalnego i niezależnego rządu jedności narodowej, opartego na woli ludzi swobodnie wyrażonej, praktycznie jest niemożliwe jak długo Republika Polska jest okupowana przez sowiecką armię i sowiecką policję polityczną (NKWD) oraz jak długo Polska jest odcięta od swych Zachodnich Sprzymierzeńców i całego cywilizowanego świata.
29 czerwca 1945 Tymczasowy Rząd Jedności Narodowej został uznany przez Szwecję i Francję, 5 lipca przez USA i Wielką Brytanię; uznawały go także inne państwa koalicji antyhitlerowskiej, m.in. Chiny, Włochy i Kanada, natomiast uznania odmówiły mu m.in. Watykan, Hiszpania, Irlandia, Portugalia, Kuba, Liban i Salwador. Ambasador w Wielkiej Brytanii Edward Raczyński protestował przeciwko uzurpacji TRJN, ciała służalczego narzuconego Polsce z zewnątrz, porównując jego umocowanie prawne do rządów niemieckich ustanowionych w niektórych państwach podbitych.

W obecnej sytuacji źródłem władzy rządu z p. Osóbką-Morawskim na czele jest decyzja powzięta nie przez naród polski, lecz przez trzy obce mocarstwa, z których jedno przy pomocy swej armii i policji włada de facto całą administracją Polski. Podstawę prawną takiego rządu można jedynie porównać z podstawą prawną tzw. rządów ustanawianych w krajach okupowanych przez Niemcy w czasie wojny.

Po powołaniu TRJN płk Jan Rzepecki rozwiązał 6 sierpnia 1945 Delegaturę Sił Zbrojnych na Kraj.
TRJN 16 października 1945 podpisał Kartę Narodów Zjednoczonych, przez co Polska stała się członkiem założycielem ONZ.
Delegacja TRJN uczestniczyła w lipcu 1945 w konferencji poczdamskiej. Administracja TRJN na mocy postanowień konferencji poczdamskiej przejęła od radzieckich komendantur wojskowych administrację pozostałej części Ziem Zachodnich i Północnych, m.in. Szczecin.
16 sierpnia 1945 zawarł umowę z ZSRR, uznając nieco zmodyfikowaną linię Curzona za wschodnią granicę Polski, w oparciu o porozumienie o granicy zawarte pomiędzy PKWN i rządem ZSRR 27 lipca 1944.
TRJN ustąpił 6 lutego 1947, po sfałszowanych wyborach do Sejmu Ustawodawczego i powołaniu przezeń nowego rządu.

## Partie tworzące rząd
Rząd powstał w oparciu o działaczy PPR i partii wobec niej satelickich (odrodzona PPS, SL i prokomunistyczna frakcja SD), a także części polityków wywodzącej się z PPS-WRN, z SP oraz związanych z SL „Roch” (wkrótce przekształconego w PSL).
Ministrowie należeli do następujących partii:
- PPR – 7 osób
- PPS – 6 osób
- SL – 3 osoby
- SL „Roch”/PSL – 3 osoby
- SD – 2 osoby
- Stronnictwo Pracy – początkowo było reprezentowane w TRJN na szczeblu podsekretarzy stanu-wiceministrów, następnie otrzymało stanowisko kierownika resortu.

## Rada Ministrów Edwarda Osóbki-Morawskiego (1945–1947)
| Funkcja                                 | Imię i nazwisko           | Imię i nazwisko              | Czas pełnienia funkcji | Czas pełnienia funkcji | Czas pełnienia funkcji |
| Funkcja                                 | Imię i nazwisko           | Imię i nazwisko              | Od                     | Od                     | Do                     |
| --------------------------------------- | ------------------------- | ---------------------------- | ---------------------- | ---------------------- | ---------------------- |
| Prezes Rady Ministrów                   |                           | Edward Osóbka-Morawski (PPS) | 28 czerwca 1945(dts)   | 5 lipca 1945           | 5 lutego 1947(dts)     |
| I wiceprezes Rady Ministrów             |                           | Władysław Gomułka (PPR)      | 28 czerwca 1945(dts)   | 5 lipca 1945           | 6 lutego 1947(dts)     |
| Minister ziem odzyskanych               | 27 listopada 1945(dts)    | Władysław Gomułka (PPR)      | 6 lutego 1947(dts)     | 5 lipca 1945           |                        |
| II wiceprezes Rady Ministrów            |                           | Stanisław Mikołajczyk (PSL)  | 28 czerwca 1945(dts)   | 5 lipca 1945           | 6 lutego 1947(dts)     |
| Minister rolnictwa i reform rolnych     | 28 czerwca 1945(dts)      | Stanisław Mikołajczyk (PSL)  | 6 lutego 1947(dts)     | 5 lipca 1945           |                        |
| Minister skarbu                         |                           | Konstanty Dąbrowski (PPS)    | 28 czerwca 1945(dts)   | 5 lipca 1945           | 6 lutego 1947(dts)     |
| Minister odbudowy                       | Michał Kaczorowski (PPS)  | 28 czerwca 1945(dts)         | 6 lutego 1947(dts)     | 5 lipca 1945           |                        |
| Minister administracji publicznej       |                           | Władysław Kiernik (PSL)      | 28 czerwca 1945(dts)   | 5 lipca 1945           | 6 lutego 1947(dts)     |
| Minister kultury i sztuki               |                           | Władysław Kowalski (SL)      | 28 czerwca 1945(dts)   | 5 lipca 1945           | 6 lutego 1947(dts)     |
| Minister zdrowia                        | Franciszek Litwin (SL)    | 28 czerwca 1945(dts)         | 6 lutego 1947(dts)     | 5 lipca 1945           |                        |
| Minister informacji i propagandy        |                           | Stefan Matuszewski (PPS)     | 28 czerwca 1945(dts)   | 5 lipca 1945           | 6 września 1946(dts)   |
| Minister przemysłu                      |                           | Hilary Minc (PPR)            | 28 czerwca 1945(dts)   | 5 lipca 1945           | 6 lutego 1947(dts)     |
| Minister komunikacji                    |                           | Jan Rabanowski (SD)          | 28 czerwca 1945(dts)   | 5 lipca 1945           | 6 lutego 1947(dts)     |
| Minister bezpieczeństwa publicznego     |                           | Stanisław Radkiewicz (PPR)   | 28 czerwca 1945(dts)   | 5 lipca 1945           | 6 lutego 1947(dts)     |
| Minister spraw zagranicznych            |                           | Wincenty Rzymowski (SD)      | 28 czerwca 1945(dts)   | 5 lipca 1945           | 6 lutego 1947(dts)     |
| Minister pracy i opieki społecznej      |                           | Jan Stańczyk (PPS)           | 28 czerwca 1945(dts)   | 5 lipca 1945           | 18 lipca 1946(dts)     |
| Minister aprowizacji i handlu           |                           | Jerzy Sztachelski (PPR)      | 28 czerwca 1945(dts)   | 5 lipca 1945           | 6 lutego 1947(dts)     |
| Minister sprawiedliwości                |                           | Henryk Świątkowski (PPS)     | 28 czerwca 1945(dts)   | 5 lipca 1945           | 6 lutego 1947(dts)     |
| Minister poczt i telegrafów             |                           | Mieczysław Thugutt (PSL)     | 28 czerwca 1945(dts)   | 5 lipca 1945           | 1 marca 1946(dts)      |
| Minister lasów                          |                           | Stanisław Tkaczow (PPR)      | 28 czerwca 1945(dts)   | 5 lipca 1945           | 6 lutego 1947(dts)     |
| Minister oświaty                        |                           | Czesław Wycech (PSL)         | 28 czerwca 1945(dts)   | 5 lipca 1945           | 6 lutego 1947(dts)     |
| Minister obrony narodowej               |                           | Michał Żymierski (PPR)       | 28 czerwca 1945(dts)   | 5 lipca 1945           | 6 lutego 1947(dts)     |
| Minister żeglugi i handlu zagranicznego | Stefan Jędrychowski (PPR) | 28 czerwca 1945(dts)         | 6 lutego 1947(dts)     | 5 lipca 1945           |                        |
| Minister poczt i telegrafów             |                           | Józef Putek (SL)             | 1 marca 1946(dts)      | 5 lipca 1945           | 6 lutego 1947(dts)     |
| Minister pracy i opieki społecznej      |                           | Adam Kuryłowicz (PPS)        | 18 lipca 1946(dts)     | 5 lipca 1945           | 6 lutego 1947(dts)     |
| Minister bez teki                       | Józef Cyrankiewicz (PPS)  | 28 listopada 1946(dts)       | 6 lutego 1947(dts)     | 5 lipca 1945           |                        |

## W dniu zaprzysiężenia 28 czerwca 1945
- Edward Osóbka-Morawski (PPS) – prezes Rady Ministrów
- Władysław Gomułka (PPR) – I wiceprezes Rady Ministrów
- Stanisław Mikołajczyk (SL „Roch”) – II wiceprezes Rady Ministrów, minister rolnictwa i reform rolnych
- Konstanty Dąbrowski (PPS) – minister skarbu
- Michał Kaczorowski (PPS) – minister odbudowy
- Władysław Kiernik (SL „Roch”) – minister administracji publicznej
- Władysław Kowalski (SL) – minister kultury i sztuki
- Franciszek Litwin (SL) – minister zdrowia
- Stefan Matuszewski (PPS) – minister informacji i propagandy
- Hilary Minc (PPR) – minister przemysłu
- Jan Rabanowski (SD) – minister komunikacji
- Stanisław Radkiewicz (PPR) – minister bezpieczeństwa publicznego
- Wincenty Rzymowski (SD) – minister spraw zagranicznych
- Jan Stańczyk (PPS) – minister pracy i opieki społecznej
- Jerzy Sztachelski (PPR) – minister aprowizacji i handlu
- Henryk Świątkowski (PPS) – minister sprawiedliwości
- Mieczysław Thugutt (SL „Roch”) – nominalnie minister poczt i telegrafów, kierownikiem ministerstwa był Tadeusz Kapeliński (SL)
- Stanisław Tkaczow (PPR) – minister lasów
- Czesław Wycech (SL „Roch”) – minister oświaty
- Michał Żymierski (PPR) – minister obrony narodowej

## Zmiany w składzie Rady Ministrów
- 13 listopada 1945
  - utworzenie Ministerstwa Ziem Odzyskanych – Władysław Gomułka (PPR) ministrem
- 8 stycznia 1946
  - utworzenie Ministerstwa Żeglugi i Handlu Zagranicznego – Stefan Jędrychowski (PPR) ministrem
- 1 marca 1946
  - odwołanie Mieczysława Thugutta i Tadeusza Kapelińskiego, Józef Putek (SL) nowym ministrem poczt i telegrafów
- 18 lipca 1946
  - odwołanie Jana Stańczyka, Adam Kuryłowicz (PPS) nowym ministrem pracy i opieki społecznej
- 6 września 1946
  - odwołanie Stefana Matuszewskiego, Feliks Widy-Wirski (SP) kierownikiem Ministerstwa Informacji i Propagandy
- 28 listopada 1946
  - Józef Cyrankiewicz (PPS) ministrem bez teki

## Siedziby
- 1945 – pierwsza siedziba w wyzwolonej Warszawie centralnych władz państwowych (Krajowej Rady Narodowej oraz Rządu Tymczasowego Rzeczypospolitej Polskiej, a następnie przekształconego w Tymczasowy Rząd Jedności Narodowej, oraz szeregu ministerstw) mieściła się w budynku Dyrekcji Kolei Państwowych w Warszawie.